# دانيال ريكيلمي
دانيال ريكيلمي (بالإسبانية: Daniel Riquelme)‏ هو المؤرخ الإخباري تشيلي، ولد في 1857، وتوفي في 1912.